# تحديد القبلة بالظل
مرتان كل عام، تصل الشمس إلى ذروتها في سمت رأس الكعبة في مكة المكرمة، أقدس موقع في الإسلام، عند الظهيرة المحلية، مما يسمح بتحديد القبلة (الاتجاه نحو الكعبة) في أجزاء أخرى من العالم من خلال مراقبة الظلال التي تلقيها الأجسام الرأسية. تحدث هذه الظاهرة في الساعة 12:18 بتوقيت المملكة العربية السعودية (09:18 التوقيت العالمي) في 27 أو 28 أيار (اعتمادًا على السنة)، وفي الساعة 12:27 SAST (09:27 التوقيت العالمي) في 15 أو 16 تموز (اعتمادًا على السنة). وفي هذه الأوقات تظهر الشمس في اتجاه مكة المكرمة، وتحدد الظلال التي تلقيها الأجسام الرأسية القبلة. في لحظتين أخريين من السنة، تمر الشمس عبر السمت المقابل للكعبة، مما يلقي بظلال تشير إلى الاتجاه المعاكس، وبالتالي تحدد القبلة أيضًا. تحدث هذه الأحداث في 12 أو 13 أو 14 كانون الثاني في الساعة 00:30 بتوقيت السعودية (21:30 بالتوقيت العالمي المنسق في اليوم السابق)، وفي 28 أو 29 تشرين الثاني في الساعة 00:09 بتوقيت السعودية (21:09 بالتوقيت العالمي المنسق في اليوم السابق).
يشير الظل إلى مكة المكرمة لأن مسار الشمس يجعل النقطة تحت الشمسية تمر عبر كل خط عرض بين مدار السرطان ومدار الجدي كل عام، بما في ذلك خط عرض الكعبة (21°25′ش)، ولأن الشمس تعبر خط الزوال المحلي مرة واحدة في اليوم. كانت هذه الملاحظة معروفة منذ القرن الثالث عشر على الأقل، عندما لاحظها الفلكيان الجغميني ونصير الدين الطوسي، ولكن لم يكن من الممكن تحديد توقيتاتهم لتاريخ معين لأن التقويم الإسلامي قمري وليس شمسي؛ التاريخ الشمسي الذي تبلغ فيه الشمس ذروتها في ذروة مكة ثابت، ولكن التاريخ القمري يختلف من سنة إلى أخرى. وهو بداية ظهور أدق تقويم عالمي، المُسمى التقويم الشمسي الهجري.

## السياق

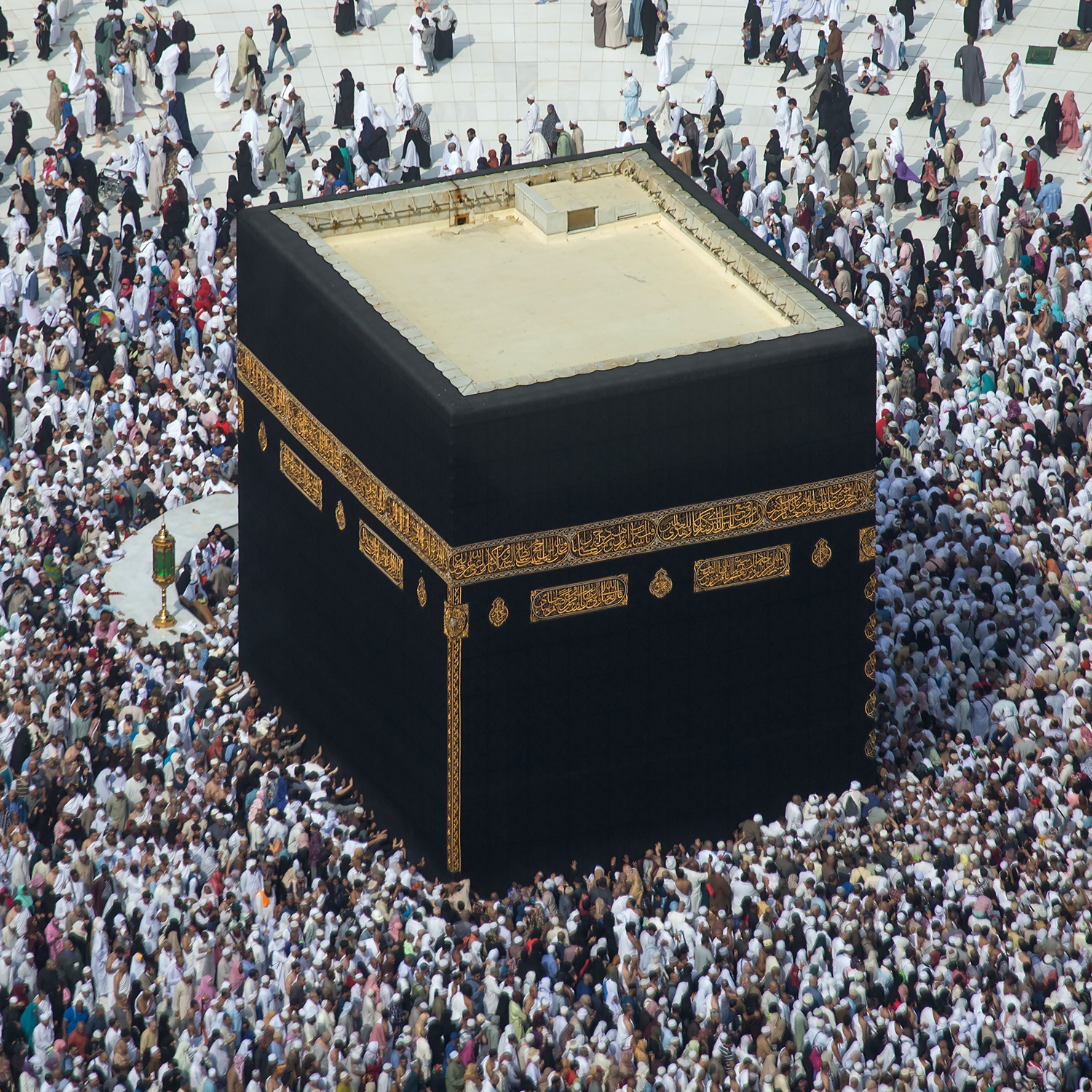
القبلة هي الاتجاه من أي نقطة في العالم إلى الكعبة المشرفة في المسجد الحرام بمكة المكرمة.

### القبلة
القبلة هي اتجاه الكعبة المشرفة، وهي تقع في وسط المسجد الحرام بمكة المكرمة في منطقة الحجاز بالمملكة العربية السعودية. وهذا الاتجاه خاص في الشعائر الإسلامية لأن المسلمين يجب أن يواجهوه أثناء الصلاة اليومية وفي السياقات الدينية الأخرى. كان تحديد القبلة مشكلة مهمة للمجتمعات الإسلامية لأن على المسلمين معرفة القبلة لأداء صلواتهم اليومية ولأنها ضرورية لتحديد اتجاه المساجد. وعندما عاش النبي محمد بين المسلمين في المدينة المنورة ، والتي تقع أيضًا في منطقة الحجاز، كان يصلي باتجاه الجنوب، وهو الاتجاه المعروف لمكة. في غضون بضعة أجيال من وفاة النبي محمد في عام 632 م، وصل المسلمون إلى أماكن بعيدة عن مكة، مما جعل تحديد القبلة في هذه المواقع الجديدة مشكلة. في البداية، اعتمد المسلمون على أساليب المعرفة الشعبية التقليدية، ولكن رأوا فيه صعوبة فأدخلوا علم الفلك إلى العالم الإسلامي، وبدأت الحلول العلمية القائمة على المعرفة الرياضية والفلكية في التطور في أوائل القرن التاسع. لقد تم إثبات طريقة مراقبة الظل منذ القرن الثالث عشر الميلادي على أقل تقدير.

### الحركات الظاهرية للشمس

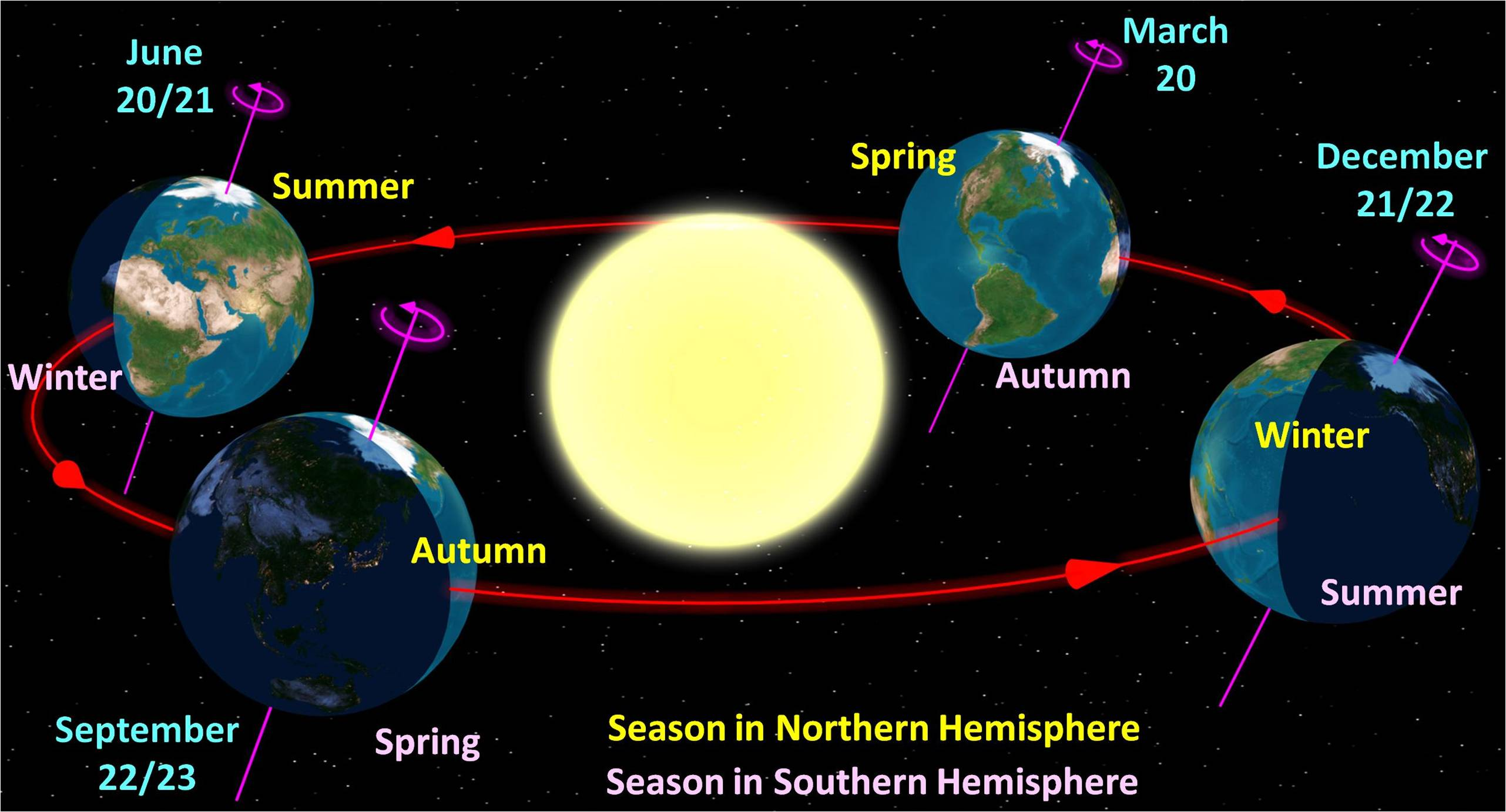
ونتيجة لمدار الأرض حول الشمس، يبدو أن موضع خط عرض الشمس يتحرك موسميًا بين مدار السرطان ومدار الجدي.

تشهد الأماكن على الأرض الحركة النهارية الواضحة للشمس من الشرق إلى الغرب، والتي تبلغ ذروتها أو تصل إلى أعلى نقطة لها في اليوم وتعبر خط الزوال المحلي. ويبدو أيضًا أن الشمس تتحرك موسميًا بين مدار السرطان (حوالي 23.5 درجة شمالًا) ومدار الجدي (حوالي 23.5 درجة جنوبًا)؛ لذلك، يحدث ذروة النشاط الشمسي عادةً إلى الشمال أو الجنوب من السمت. بالنسبة للمواقع الواقعة بين المناطق الاستوائية، في أوقات معينة من العام، تعبر الشمس خط العرض المحلي ثم تبلغ ذروتها عند أو بالقرب من السمت؛ يُعرف هذا الموقع باسم نقطة ما تحت الشمس. تقع الكعبة عند خط عرض 21°25′ش، داخل المنطقة التي تشهد هذه الظاهرة. وفي مصطلحات علم الفلك الإسلامي، تسمى هذه الأحداث " الاستواء الأعظم".

## المراقبة

في هذا الإسقاط السمتي المتساوي البعد الذي يركز على مكة المكرمة والمظلل لإظهار المكان الذي يمكن فيه استخدام رصد القبلة، عندما تكون النقطة تحت الشمسية على الكعبة، تشير ظلال الأقطاب الرأسية على نصف الكرة المضاءة بالشمس بعيدًا عنها

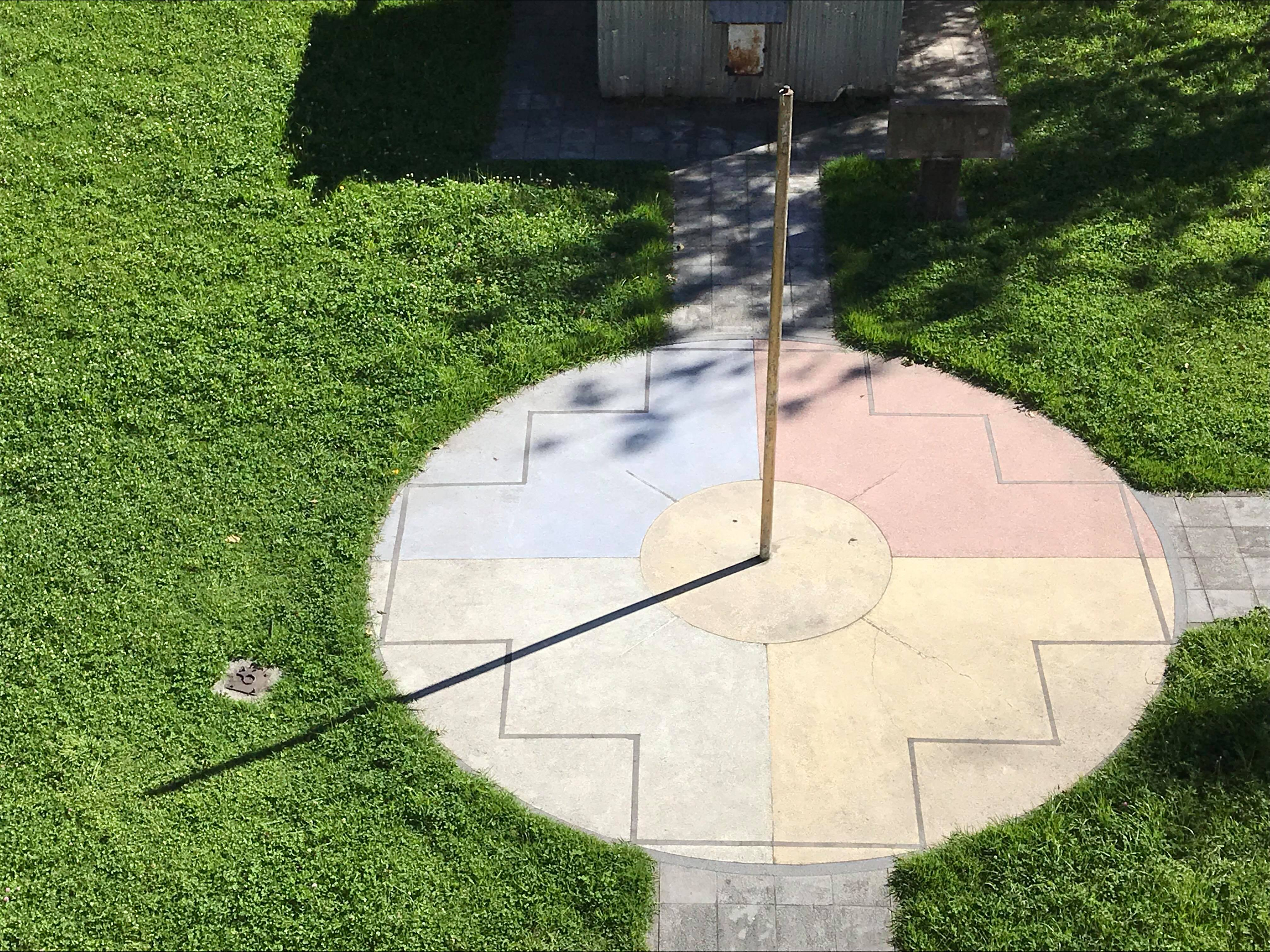
في وقت رصد القبلة فإن ظل الجسم العمودي يدل على اتجاه القبلة.

وتحدث الذروة الكبرى، عندما تظهر الشمس مباشرة فوق الكعبة، في 27 أو 28 أيار في حوالي الساعة 12:18 بتوقيت السعودية (09:18 بالتوقيت العالمي المنسق)، وفي 15 أو 16 تموز في الساعة 12:27 بتوقيت السعودية (09:27 بالتوقيت العالمي المنسق)، بالتزامن مع الظهر الشمسي وأذان الظهر في مكة المكرمة. وبما أن الشمس تعبر فوق الكعبة مباشرة تقريبًا، فإن أي ظل يلقيه الأجسام الرأسية على الأرض سوف يشير مباشرة بعيدًا عن الكعبة، والتي لا تلقي أي ظل تقريبًا. وتسمح هذه الظاهرة بتحديد اتجاه القبلة دون الحاجة إلى إجراء حسابات أو استخدام أدوات متطورة. وتسمى هذه الملاحظة برصد القبلة.
لا يمكن ملاحظة هذه الظاهرة في نصف الكرة الأرضية المقابل للكعبة، لأن الظاهرة تحدث عندما تكون الشمس تحت الأفق. يشمل هذا النصف من الكرة الأرضية معظم الأمريكتين والمحيط الهادئ وأستراليا وشرق إندونيسيا [الإنجليزية]. يستطيع الناس في هذه الأماكن ملاحظة حدث مماثل عندما تمر الشمس مباشرة فوق النقطة المقابلة للكعبة - النقطة المقابلة مباشرة على الجانب الآخر من الأرض. تشير الظلال التي تُلقى خلال هذه الأوقات إلى الاتجاه المعاكس تمامًا الذي يظهر أثناء رصد القبلة. تحدث الأحداث المعاكسة في 12 أو 13 أو 14 كانون الثاني في الساعة 00:30 بتوقيت السعودية (21:30 بالتوقيت العالمي المنسق في اليوم السابق)، ومرة أخرى في 28 أو 29 تشرين الثاني في الساعة 00:09 بتوقيت السعودية (21:09 بالتوقيت العالمي المنسق في اليوم السابق).  خلال أي من هذه الأحداث، تكون الملاحظات التي تم إجراؤها خلال فترة زمنية مدتها خمس دقائق، وفي نفس الوقت قبل يوم أو يومين أو بعد التاريخ المحدد، دقيقة مع انحراف لا يُذكر.
تحدث مشكلة عملية في المواقع التي تكون فيها المسافة الزاوية إلى مكة مساوية تقريبًا لـ 90 درجة على حافة نصف الكرة الأرضية الذي يقع مركزه في مكة. وفي هذه المواقع تقع ظاهرة رصد القبلة دائمًا قرب شروق الشمس أو غروبها. وهذا هو الحال في عدة أماكن على الساحل الشرقي لأمريكا الشمالية؛ على سبيل المثال، يحدث أول رصد للقبلة (28 أيار في الساعة 12:18 بتوقيت السعودية) بعد ست دقائق من شروق الشمس في بوسطن ومونتريال، وقبل دقيقتين من شروق الشمس في أوتاوا، وإحدى عشرة دقيقة قبل شروق الشمس في مدينة نيويورك. لا يمكن رؤية هذه الظاهرة في مدينة نيويورك وأوتاوا، بينما في بوسطن ومونتريال، تظهر الشمس منخفضة للغاية بحيث يجب أن يكون مكان المراقبة خاليًا تمامًا من المباني أو التضاريس.

### المراقبة اليومية
بالإضافة إلى رصد القبلة مرتين في السنة، فإن الشمس في معظم المواقع تقطع المسار المباشر بين الموقع والكعبة كل يوم؛ وفي اللحظة التي يحدث فيها ذلك، يشير ظل الشمس إلى اتجاه القبلة أو نقطة مقابلها. يعتمد وقت هذا الحدث اليومي على الموقع ويوم السنة، ويمكن تحديده باستخدام البيانات الجغرافية والحسابات، ولكن هذا أكثر تعقيدًا من رصد القبلة السنوي، حيث تكون أوقاته متماثلة عالميًا، دون الحاجة إلى حسابات.

## التاريخ

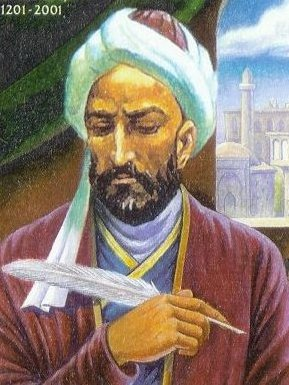
نصير الدين الطوسي (1201-1276)، عالم فلك مبكر من أهم من كتبوا عن تحديد القبلة من خلال الظلال.

وقد أثبت عالم الفلك المسلم في آسيا الوسطى الجغميني، الذي كتب ق. 1221 أنه يمكن القيام بذلك مرتين في السنة عندما يكون موضع الشمس في مسار الشمس عند 7°21′، في كوكبة الجوزاء، و22°39′، في كوكبة السرطان. وقد روى نصير الدين الطوسي (1201–1276) وهو من أبرز علماء الفلك المسلمين، بعد ذلك هذه الطريقة أيضًا في كتابه التذكرة الناصرية في علم الهيئة، وإن كانت بدقة أقل من الجغميني:
النص المُترجم من البحث الإنجليزية: تمر الشمس عبر سمت مكة عندما تكون في الدرجة الثامنة من برج الجوزاء وفي الدرجة الثالثة والعشرين من برج السرطان عند الظهر هناك. ويقاس الفرق بين ظهرانه وظهيرة غيره من المناطق بالفرق بين خطي الطول. فلنأخذ هذا الفرق [الأخير] ولنفترض ساعة لكل 15 درجة و4 دقائق لكل درجة. المجموع الناتج هو الفاصل بالساعات من الظهر [لهذه المنطقة]. فلينظر في ذلك اليوم في ذلك الوقت: قبل الظهر إن كانت مكة إلى الشرق، أو بعده إن كانت مكة إلى الغرب؛ ويكون اتجاه الظل في ذلك الوقت معاكسا لاتجاه القبلة.

وقد حدد الطوسي يومي رصد القبلة بتحديد موضع الشمس على مسار الشمس (8° في الجوزاء و23° في السرطان)، بدلًا من إعطاء تواريخ محددة. وذلك لأن العالم الإسلامي في عصرهم كان يستخدم التقويم الإسلامي القمري وليس الشمسي (وسيخترعون بعد ذلك التقويم الهجري الشمسي)، ولذلك لم يكن من الممكن تحديد اليومين في يوم وشهر ثابتين. وبما أن ميل مسار الشمس يتناقص ببطء، فإن القيم في حياة الجغميني والطوسي تختلف عن القيم الحديثة. اعتبارًا من عام 2000، أصبحت المواضع الشمسية المناسبة هي 6°40′ في الجوزاء و23°20′ في السرطان. وبالإضافة إلى تحديد موضع الشمس، فإن فقرة الطوسي تصف كيفية تحويل وقت الظهيرة في مكة إلى الوقت المحلي.

## طالع أيضًا
- نهار لاهاينا (يوم صفر الظل)
- مزولة